# Ascyrum
- Commons
- Wikispecies

Ascyrum é um género botânico pertencente à família Clusiaceae.

## Classificação do gênero
| Sistema | Classificação                         | Referência               |
| ------- | ------------------------------------- | ------------------------ |
| Linné   | Classe Polyadelphia, ordem Polyandria | Species plantarum (1753) |